# ديزو أكوش حمزة
ديزو أكوش حمزة (بالمجرية: Hamza D. Ákos)‏ هو رسام وصحفي ومخرج مجري، ولد في 1 سبتمبر 1903 في هدمزوفازارهلي في المجر، وتوفي في 16 مايو 1993 في Jászberény ‏ في المجر.

## وصلات خارجية
- ديزو أكوش حمزة على موقع IMDb (الإنجليزية)
- ديزو أكوش حمزة على موقع قاعدة بيانات الفيلم (الإنجليزية)